# Saadia Bourgailh-Haddioui
 (mai 2019).
Pour les articles homonymes, voir Saadia (homonymie).
Saadia Bourgailh, née Saadia Haddioui à Bejaâd au Maroc où elle a vécu jusqu'en 1999, est une coureuse de demi-fond française.

## Biographie
(juin 2025).
Elle vient poursuivre ses études en 1999 à l'université Toulouse II-Le Mirail où elle obtiendra un diplôme d'études approfondies de linguistique et une maîtrise
de traitement automatique des langues. Passionnée de course à pied, elle commence à s'entrainer en France et obtient plusieurs titres FFSU. 
Elle a toujours pratiqué le sport depuis son plus jeune âge. Elle obtient sa ceinture noir au karaté à l’âge de 18 ans. 
En 2004 elle obtient son premier titre FFA interrégional de cross-country à Arnac-Pompadour
(demi-finale des championnats de France de Cross-country) 
Elle s'arrête ensuite un peu moins de deux ans pour mettre au monde son premier enfant. 
À la reprise en 2006 elle obtient la nationalité française et elle reprend progressivement l'entrainement. Elle a décidé de se consacrer à la pratique de la course à pied. Elle commence alors à s'entrainer tous les jours ( voire 2fois/jour)
La saison 2007-2008 est une révélation en termes de résultats.
Elle a exercé pendant cinq ans en tant qu’entraîneur d’athlétisme dans un grand club de la région toulousaine avant de se lancer comme coach sportif personnel. Par la suite, elle est devenue professeure de français, d’abord au lycée Saint François La Cadène en 2023-2024, puis au collège Jean-Paul Laurens à Ayguesvives, en Haute-Garonne, durant l’année 2024-2025. 

## Palmarès
- Championne de Midi-Pyrénées de cross-country en 2007
- Championnats d'Europe de cross-country 2007 à Toro ( Espagne) : Finaliste (8e)
- Championnat de France de cross-country 2008 à Laval :  Championne de France de cross long
- Championnat du monde de cross-country IAAF 2008 à Édimbourg ( Royaume-Uni): 19e au scratch, 3e Européenne
- Championnats de France d'athlétisme 2008 à Albi :  Championne de France du 5 000 mètres
- 3 sélections en équipe de France international A
- 2008 : Cross Country Tour National.